# Tropico 3

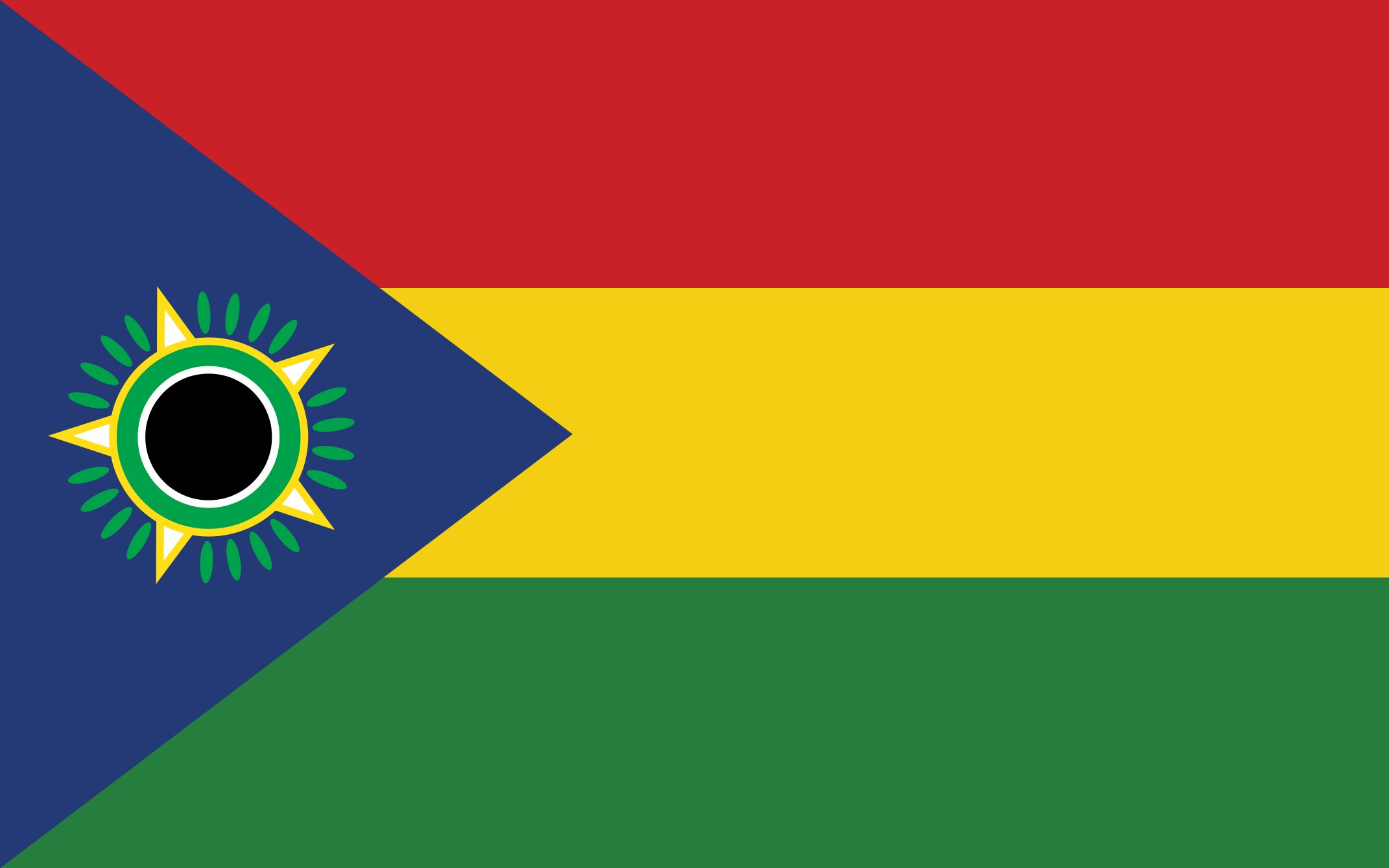
La bandera de la nación ficticia Tropico

Tropico 3 es un videojuego de construcción y gestión, además de ser de simulación política desarrollado por Haemimont games y publicado por Kalypso Media. Al igual que los otros juegos de la serie Tropico, tiene un fuerte énfasis en la construcción de la ciudad. Como en las raíces del juego, el jugador se pone en la piel de "El Presidente", un dictador de una república bananera.
La versión para Mac OS X fue lanzada el 26 de enero de 2012 por Feral Interactive, compañía que también lanzó una versión del juego para iPad (tan solo conocida como Tropico) el 18 de diciembre de 2018. A este lanzamiento le siguieron los de iPhone y Android, que llegarían a lo largo de 2019.

## Jugabilidad
Los jugadores comienzan en el poder con un país de la isla caribeña de Tropico, donde dominan como "El Presidente". El juego tiene una campaña con 15 misiones diferentes con distintos objetivos. 
Como "El Presidente", los principales deberes de los jugadores incluyen el desarrollo de la gestión en la isla, al ordenar la construcción de diversos recursos, la industria y los edificios de servicios, y determinar cómo estos edificios funcionan. El jugador también puede emitir varios "decretos" diferentes para influir en la isla, como nuevas leyes, políticas y acciones diplomáticas.
Hay siete facciones políticas diferentes en la isla (comunistas, capitalistas, militaristas, ecologistas, nacionalistas, la facción religiosa y los intelectuales), cada uno con diferentes demandas, como la construcción de un edificio específico y la emisión de un decreto específico. Debido a la configuración de la guerra fría de la partida, el jugador tendrá que gestionar las relaciones tanto con los EE. UU. y la URSS, que proporcionarán al jugador con la ayuda financiera anual. Las relaciones más altas con una superpotencia significarán más ayuda y la posibilidad de una alianza, las relaciones bajas significarán menos ayuda y el peligro de invasión por esa superpotencia.
Otras características incluyen un editor de línea de tiempo que te permite crear tus propios eventos históricos ficticios o introducir los reales, discursos políticos, la amplia gama de funciones de edición y modificación, generador de misiones para la creación de mapas aleatorios, variedad de funciones en línea tales como puntuaciones altas o islas que visitan pertenecientes a otros jugadores y una banda sonora Americana.
El juego tiene una variedad de elementos de humor como los comentario satíricos de la emisora de radio ficticia Tropico: Noticias de Hoy en día, y los toques sutiles, como enlace entre los sacerdotes y las chicas de cabaret. Las pantallas de carga y guardado tienen citas de varios dictadores, líderes, políticos y revolucionarios como el Che Guevara, Fidel Castro, Vladímir Lenin, Karl Marx, John F. Kennedy, Dwight Eisenhower, Augusto Pinochet, Nikita Jruschov, León Trotski, Mobutu Sese Seko, Todor Zhivkov, Vladímir Putin, Muammar Gaddafi, y Mahmoud Ahmadinejad.

### Añadidos a Tropico

#### Principales
- Numerosos acontecimientos mundiales aleatorios.
- Un sistema de transporte que permite a los ciudadanos viajar en coche.
- Avatar de personalización y control.
- Discursos electorales.
- La producción de petróleo se encuentra disponible como una industria para los trabajadores educados.
- Matrimonios entre personas del mismo sexo y pruebas nucleares disponibles como decretos, con diferentes resultados y requisitos.
- Nueva facción: los nacionalistas, que odian la inmigración y prefieren una mano de obra Tropicana dominante.
- Caminos de gravilla (carreteras con una baja velocidad de campo de la isla)
- Capacidad de construir una escultura de El Presidente (del jugador avatar) en la isla.

#### Avatares
Hay una gran cantidad de avatares en esta nueva versión del juego, entre ellos:
- Fidel Castro
- Che Guevara
- Maximiliano Hernández Martínez
- François Duvalier, llamado por su apodo "Papa Doc"
- Juan Perón
- Augusto Pinochet
- Antonio Salazar
- Anastasio SomozaSr.
- Etc.

Estos avatares tienen diferentes características, con sus ventajas y desventajas

## Expansiones
En marzo de 2010, se anunció el paquete de expansión "Absolute Power", salió a la venta en Europa en 2010.
La expansión recibió un 8/10 en gamezone, diciendo: "Absolute Power no es una revolución, en vez de tomar el marco establecido por el juego original y la construcción en él con nuevas características y una nueva campaña de loco. Los mecánicos básicos siguen siendo la misma, y de la nueva campaña podría ser un desvío para los fanes del sim que buscan algo más arraigado y tradicional. Sin embargo, si usted fuera un fan de Tropico 3 y quiere otra razón para entrar en el papel de "El Presidente," una vez más, entonces este es su oportunidad". Absolute Power fue lanzado el PC como un paquete de expansión, y se incluye en la versión para Macintosh del juego. Su versión para dispositivos iOS y Android llegó el 29 de octubre de 2019.
El paquete de expansión le da al jugador una selección más amplia de decretos como "imprimir dinero", "vivienda gratuita ',' Eliminar una facción" y "eliminar a Juanito" (que implica la voladura de Radio TNT). Estos nuevos edictos se llaman 'decretos de Megalomanía; para cada decreto emitido por el jugador se pueden obtener una cantidad variable de puntuación de megalomanía, lo que cuenta al final del juego. También hay una nueva gama de edificios, incluyendo la "estatua de oro" (a semejanza de "El Presidente"), un "vertedero" y "paseos en globo. La facción leal también se introduce, que se compone de los más fieles partidarios de "El Presidente". También hay una segunda DJ de radio llamada Betty Boom que es la jefa del movimiento de resistencia contra el Presidente.